# Université de l'Idaho
L'université de l'Idaho (UI) est la plus ancienne université publique de l'Idaho, située dans la localité de Moscow dans le comté de Latah. Elle fut la seule université de l'Idaho jusqu'en 1963 et est la seule faculté de droit de l'État, qui fut établie en 1909 et accréditée par l'Association américaine du barreau dès 1925.
L'université est fondée par le législatif de l'Idaho le 30 janvier 1889 et ouvre ses portes à une première volée de 40 étudiants, le 3 octobre 1892. Les premiers diplômés, en 1896, sont deux hommes et deux femmes. En 2012, l'université compte plus de 12 000 inscrits.